# Jon Kortazar
Jon Kortazar Uriarte, né le 29 janvier 1955 à Mundaka, est un écrivain, académicien et critique littéraire basque espagnol de langue basque et espagnole. Il est titulaire d'une chaire depuis 1992 et professeur de littérature basque à l'université du Pays basque depuis 1985.

## Biographie
Après des études de philologie romane, Jon Kortazar écrit sa thèse de doctorat sur la poésie d'Estepan Urkiaga "Lauaxeta", et cette dernière est présentée en 1985 à l'université de Deusto. Il publie des comptes-rendus de livres dans de nombreux médias, tels que la revue Egan ou les journaux Deia et El País.
En 1980, Jon Kortazar publie une étude sur les écrivains biscaïens qui écrivent en basque: Bizkaiko euskal idazleak. Cette même année, il remporte le prix Mikel-Zarate, pour son travail intitulé Mikel Zarateren prosa, et qui a été publié par Euskaltzaindia ou Académie de la langue basque. En 1982, il publie un ouvrage de fiction, un roman intitulé Bidean izan zen, Rosapen et l'année suivante, il est nommé membre de l'Académie de la langue basque.
Ses livres sont souvent des analyses des œuvres de différents auteurs ou poètes: Poesia basca contemporania (monographie de la revue "Reduccions", 1984); Altxorrak eta bidaiak. Haur kontabidean azterketak; Teoría y práctica de Esteban Urquiaga; Laberintoaren oroimena; Literatura vasca. Siglo XX; "Euzkerea" eta "Yakintza" aldizkarietako olerkigintza; Luma eta lurra. Euskal poesia 80ko hamarkadan; Euskal literaturaren historia txikia; Pastorala; La pluma y la tierra. Poesía vasca contemporánea, 1978-1995; Oroimenaren eszenatokiak.
Jon Kortazar a également édité sur des classiques de la littérature en langue basque, comme Azalpenak (Edit. Labayru-BBK, 1982), une œuvre du poète Esteban Urkiaga "Lauaxeta" et Poesía Bascongada. Dialecto Bizcaíno (Edit. Conseil provincial de Biscaye, 1987), avec les poèmes de José Antonio Uriarte. Dans le début des années 1980, Jon Kortazar a travaillé à la réalisation de l' Euskalerriko Atlas Etnolinguistikoa, et à la réalisation d'études dans les villes de Sukarrieta, Mundaka et Bermeo.